# La Clé (Buffy)
Pour les articles homonymes, voir La Clé.
La Clé est le 13e épisode de la saison 5 de la série télévisée Buffy contre les vampires.

## Résumé
Le Scooby-gang fait le point sur ce qu'ils ont appris sur Gloria : elle est la déesse en exil d'une dimension démoniaque et a besoin d'aspirer régulièrement des esprits pour maintenir sa forme et ses pouvoirs. Buffy apprend également à ses amis que Dawn est la clé que recherche Gloria. Le même jour, une fête est organisée pour l'anniversaire de Buffy. Dawn se rend compte que tout le monde agit bizarrement avec elle. Très énervée par leur attitude, elle fugue et décide d'aller fouiller à la boutique de magie. En chemin, elle rencontre Spike qui lui dit que c'est une mauvaise idée d'y aller seule et décide finalement de l'accompagner. Ils s'introduisent dans la boutique et Dawn découvre, par la lecture de Spike dans le carnet que Giles avait caché, que c'est elle la clé. Bouleversée par cette nouvelle, elle se mutile avec un couteau lorsqu'elle retourne à la maison, avant de brûler ses affaires et de prendre à nouveau la fuite.
Alors que tout le groupe la cherche, Dawn finit par aller à l'hôpital dans le but de demander aux malades mentaux ce qu'elle est réellement. Elle est interrompue par l'arrivée de Ben qui, en discutant avec elle, comprend qu'elle est la clé. Choqué par cette révélation, il se transforme en Gloria mais celle-ci n'a aucun souvenir de ce que son autre personnalité vient d'apprendre. Dawn, quant à elle, ne se rappelle pas que Ben et Gloria sont une seule et même personne. Gloria demande à Dawn ce que Ben lui racontait et Dawn réussit à lui faire changer de sujet. Dawn entame une conversation et recueille des informations sur la Clé grâce aux propos de Gloria. Cette dernière se rend vite compte que Dawn essaye de gagner du temps pour permettre à Buffy et aux autres de venir lui porter secours. Du coup, Gloria s'apprête à aspirer le cerveau de Dawn, sans la reconnaître. Le Scooby-gang intervient. Willow et Tara jettent un sort qui téléporte la déesse dans un lieu aléatoire, en l'occurrence en plein ciel, quelque part au-dessus de la ville. Alors que Dawn s'apprêtait à se souvenir de la présence de Ben, mais sans y parvenir, Buffy la console et lui fait comprendre qu'elle reste sa sœur quoi qu'il arrive et qu'elles ont toutes les deux du sang de Summers.

## Statut particulier
Cet épisode marque un tournant dans la saison puisque Dawn (ainsi que le reste du Scooby-gang) apprend qu'elle est la clé que Gloria recherche et qu'il est révélé au spectateur que Gloria et Ben ne font qu'une seule et même personne, deux identités dans le même corps.
Noel Murray, du site The A.V. Club, évoque un épisode d'une « extraordinaire tension » qui fait passer le spectateur par divers sentiments jusqu'à sa conclusion « si poignante », et estime que le scénario est d'une « qualité supérieure ». Il écrit également qu'il pensait jusqu'ici que Michelle Trachtenberg n'était pas très bonne actrice mais que la scène où elle interroge le groupe sur son identité après s'être mutilée était « captivante » et sonnait incroyablement juste. Les rédacteurs de la BBC trouvent que La Clé « démontre les capacités des scénaristes à faire d'un épisode très chargé au niveau de l'arc narratif une formidable expérience », que les interprétations de Clare Kramer et Trachtenberg dominent l'épisode et culminent dans leur confrontation « incroyablement tendue » suivie d'un final plein d'action. Mikelangelo Marinaro, du site Critically Touched, lui donne la note de A-, estimant qu'il s'agit d'un épisode, centré sur l'arc narratif principal de la saison, « solide et divertissant qui accomplit très bien ce qui lui était demandé » et « utilise pleinement le personnage de Dawn comme métaphore de l'adoption ».

## Distribution

### Acteurs et actrices crédités au générique
- Sarah Michelle Gellar : Buffy Summers
- Nicholas Brendon : Alexander Harris
- Alyson Hannigan : Willow Rosenberg
- Emma Caulfield : Anya Jenkins
- Michelle Trachtenberg : Dawn Summers
- James Marsters : Spike
- Anthony Stewart Head : Rupert Giles

### Acteurs et actrices crédités en début d'épisode
- Clare Kramer : Gloria
- Charlie Weber : Ben
- Troy T. Blendell : Jinx
- Amber Benson : Tara Maclay
- Kristine Sutherland : Joyce Summers